# بیات (ارومیه)
بیات، روستایی است از توابع بخش مرکزی شهرستان ارومیه استان آذربایجان غربی ایران.

## جمعیت
این روستا در دهستان باراندوزچای جنوبی قرار داشته و بر اساس سرشماری سال ۱۳۸۵ جمعیّت آن ۱۲۵(۲۶خانوار)
بوده‌است و ۱۲۷ باغچه راا